# Qinshui
Der Kreis Qinshui (沁水县,  Qìnshuǐ Xiàn) ist ein Kreis der bezirksfreien Stadt Jincheng in der chinesischen Provinz Shanxi. Die Fläche beträgt 2.623 Quadratkilometer und die Einwohnerzahl 196.528 (Stand: Zensus 2020).
Die Wohnhäuser der Familie Liu (Liushi minju 柳氏民居), das alte Fort von Xiangyu (Xiangyu gubao 湘峪古堡), die traditionelle Architektur im Dorf Guobi (Guobicun gu jianzhuqun 郭壁村古建筑群) und die traditionelle Architektur von Douzhuang (Douzhuang gu jianzhuqun 窦庄古建筑群) stehen auf der Liste der Denkmäler der Volksrepublik China.